# Thomas Carrick Chambers
Thomas Carrick Chambers (Auckland, 1930) fue un naturalista, y paleobotánico neozelandés.

## Algunas publicaciones
- a.n. Drinnan, thomas carrick Chambers. 1985. A reassessment of Taeniopteris daintreei from the Victorian Early Cretaceous: A member of the Pentoxylales and a significant Gondwanaland plant. Australian J. of Botany 33: 89–100
- j.d. Timms, thomas carrick Chambers. 1984. Rhyniophytina and Trimerophytina from the early land floras of Victoria, Australia. Palaeontology 27:265-79
- n.d. Hallan, thomas carrick Chambers. 1970. The leaf waxes of genus Eucalyptus L'Heritier. Australian J. Bot. 18: 335-386
- thomas carrick Chambers. 1964. The Fine Structure of Rhizophlyctis Rosea, a Soil Phycomycete. Con L. G. Willoughby. 10 pp.
- -----------------------. 1961. An Investigation of the Morphogenesis And' Ultrastructure of the Internodal Cells of Chara Australis Var. Nobilis. Editor Univ. of Sydney
- -----------------------. 1954. Experimental Studies on the Genus Blechnum in New Zealand. Editor Auckland Univ. College, 133 pp.

## Eponimia
- (Scrophulariaceae) Castilleja chambersii J.M.Egger & Meinke[1]